# Eddy Stikkelorum
Eduard Willem (Eddy) Stikkelorum (Den Haag, 14 september 1955) is een beeldend kunstenaar en vrij vormgever.

## Leven en werk
Stikkelorum werd in 1955 in Den Haag geboren. Hij volgde de opleiding tot interieurarchitect aan de Koninklijke Academie van Beeldende Kunsten. Na zijn afstuderen werd hij gevraagd deel te nemen aan de vervolgopleiding, gegeven door Joop Beljon, toenmalig directeur van deze Haagse academie. Van 1982 tot 1987 vormde hij een samenwerkingsverband met Ruud Guilonard onder de naam "de Combinatie". In 1984 zette Stikkelorum de stap naar het autonome vrije werk.
Het vrije werk van Stikkelorum bestaat uit sculpturen/objecten gemaakt van moderne materialen zoals polyester, gelamineerd hout, perspex en epoxy. Naast zijn werk als kunstenaar was hij tien jaar lang docent beeldhouwen en moderne beeldhouwtechnieken. Hij woont en werkt in Den Haag.
Werk van Stikkelorum bevindt zich onder meer in de publieke ruimte van de gemeenten Rijswijk en Den Haag.

## Fotogalerij

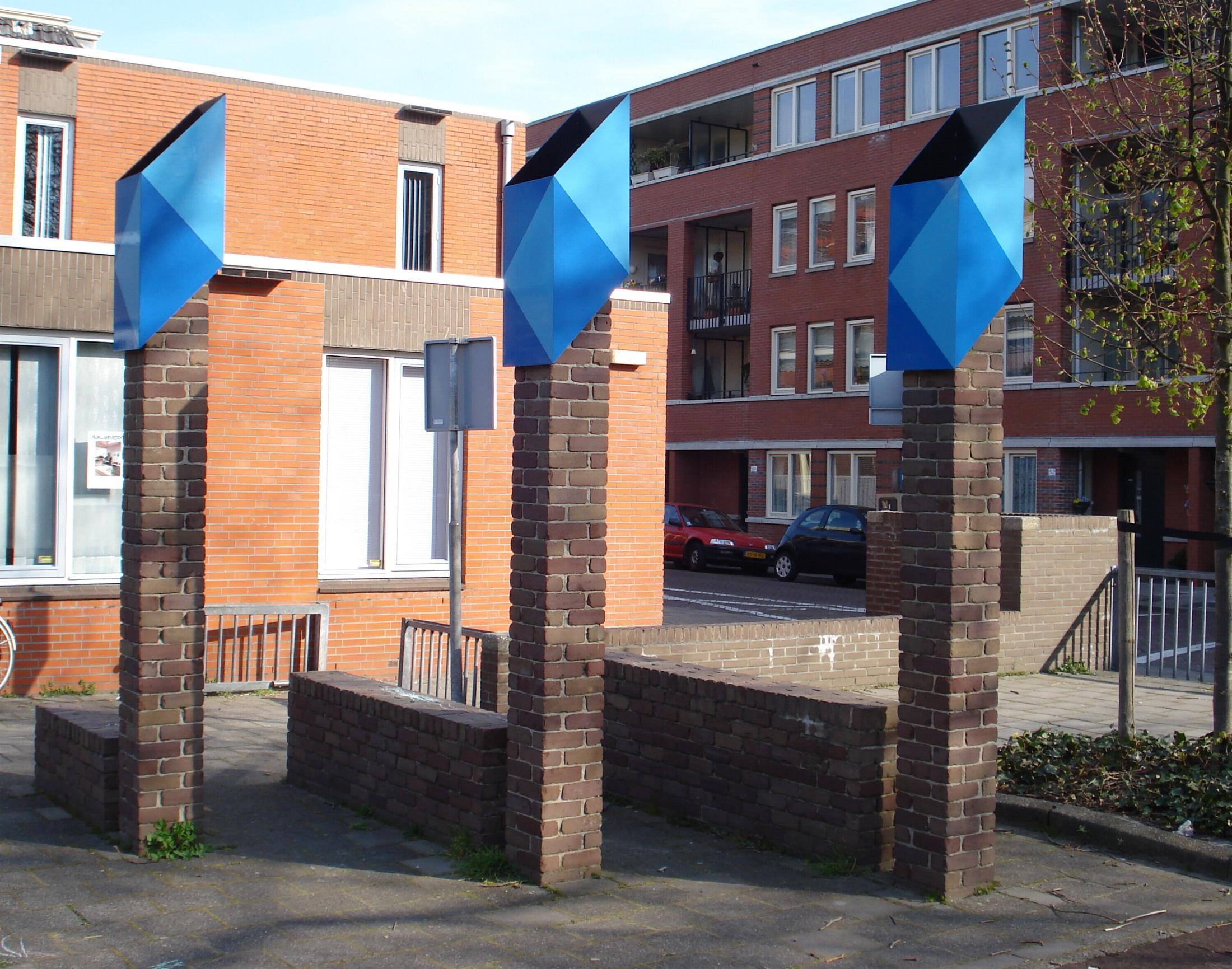
"Drie muurtjes en zuiltjes" in Den Haag